# Tapirira
Genre
Classification phylogénétique
Tapirira est un genre d'arbres de la famille des Anacardiaceae originaire d'Amérique centrale et d'Amérique du Sud, et dont l'espèce type est Tapirira guianensis Aubl..

## Liste d'espèces
- Tapirira marchandii

### SelonWorld Flora Online(WFO)(10 février 2022)[2]
- Tapirira bethanniana J.D. Mitch.
- Tapirira chimalapana T. Wendt & J.D. Mitch.
- Tapirira guianensis Aubl.
- Tapirira mexicana Marchand
- Tapirira obtusa (Benth.) J.D.Mitch.
- Tapirira pilosa Sprague
- Tapirira retusa Ducke
- Tapirira rubrinervis Barfod

### SelonGBIF(10 février 2022)[3]
- Tapirira bethanniana J.D.Mitch.
- Tapirira chimalapana T.Wendt & J.D.Mitch.
- Tapirira chorkholiense Prasad, 1994
- Tapirira clarnoensis Manchester
- Tapirira durhamii Miranda
- Tapirira fasciculata Loes.
- Tapirira guianensis Aubl.
- Tapirira lepidota Aguilar & Hammel
- Tapirira mexicana Marchand
- Tapirira obtusa (Benth.) J.D.Mitch.
- Tapirira pilosa Sprague
- Tapirira retusa Ducke
- Tapirira rubrinervis Barfod